# Laas (Italië)

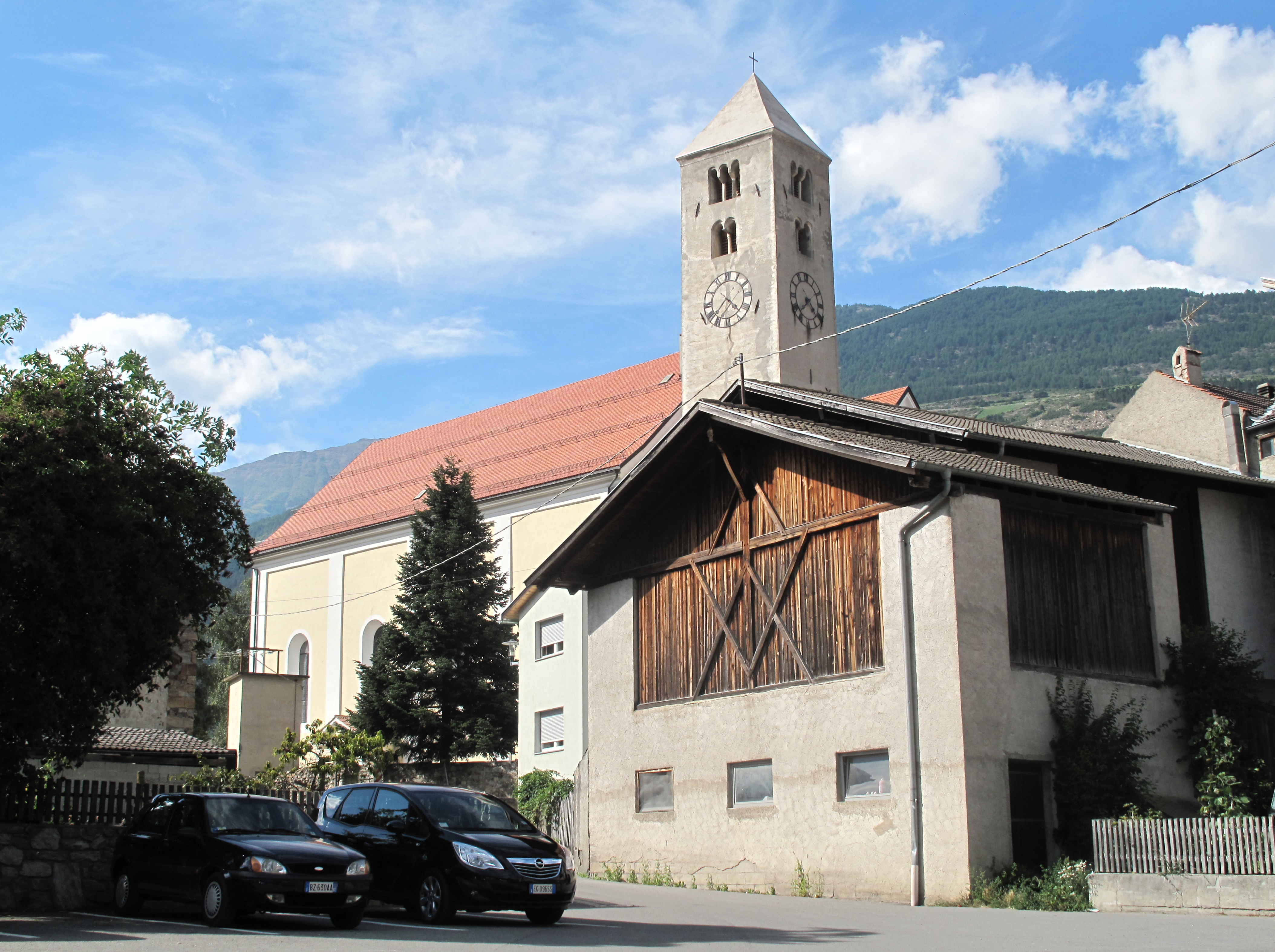
Laas, kerk in straatzicht

Laas (Italiaans: Lasa) is een gemeente in de Italiaanse provincie Zuid-Tirol (regio Trentino-Zuid-Tirol) en telt 3771 inwoners (31-12-2004). De oppervlakte bedraagt 110,1 km², de bevolkingsdichtheid is 34 inwoners per km².

## Geografie
Laas grenst aan de volgende gemeenten: Mals, Martell, Prad am Stilfserjoch, Schlanders, Schluderns, Stilfs.